# Audrey Patterson
Audrey Patterson (* 27. September 1926 in New Orleans; † 23. August 1996 in National City, Kalifornien) war eine US-amerikanische Sprinterin.
Bei den Olympischen Spielen 1948 in London gewann sie Bronze im 200-Meter-Lauf hinter der Niederländerin Fanny Blankers-Koen und der Britin Audrey Williamson und war damit die erste afroamerikanische Frau, die eine olympische Medaille errang.